# 胫腺蛙
胫腺蛙（学名：Rana shuchinae）为蛙科蛙属的两栖动物，是中国的特有物种。分布于四川、云南等地，主要栖息于高山地区水坑。其生存的海拔范围为3000至3600米。该物种的模式产地在四川昭觉。

## 形态特征
胫腺蛙雄蛙体长约33豪米，雌蛙体长40毫米左右。皮肤光滑，头顶前部浅绿黄色，背部呈橘红色或红棕色，背正中有一条浅黄色纵纹；体侧和四肢背面具有褐色斑纹；身体腹面米黄色，胸腹部有少数斑点。